# Тристаннид дицезия
Тристанни́д дице́зия — бинарное интерметаллическое неорганическое соединение олова и цезия с формулой Cs2Sn3, кристаллы.

## Получение
- Сплавление стехиометрических количеств чистых веществ:

{\displaystyle {\mathsf {3Sn+2Cs\ {\xrightarrow {930^{o}C}}\ Cs_{2}Sn_{3}}}}

## Физические свойства
Тристаннид дицезия образует кристаллы
тетрагональной сингонии,
пространственная группа P 4/mcc,
параметры ячейки a = 0,760 нм, c = 1,368 нм, Z = 4
.
Соединение конгруэнтно плавится при температуре 930 °C (935 °C).